# Dacnusa pubescens
Dacnusa pubescens är en stekelart som först beskrevs av Curtis 1826.  Dacnusa pubescens ingår i släktet Dacnusa och familjen bracksteklar. Arten är reproducerande i Sverige. Inga underarter finns listade i Catalogue of Life.